# Shenyang J-11

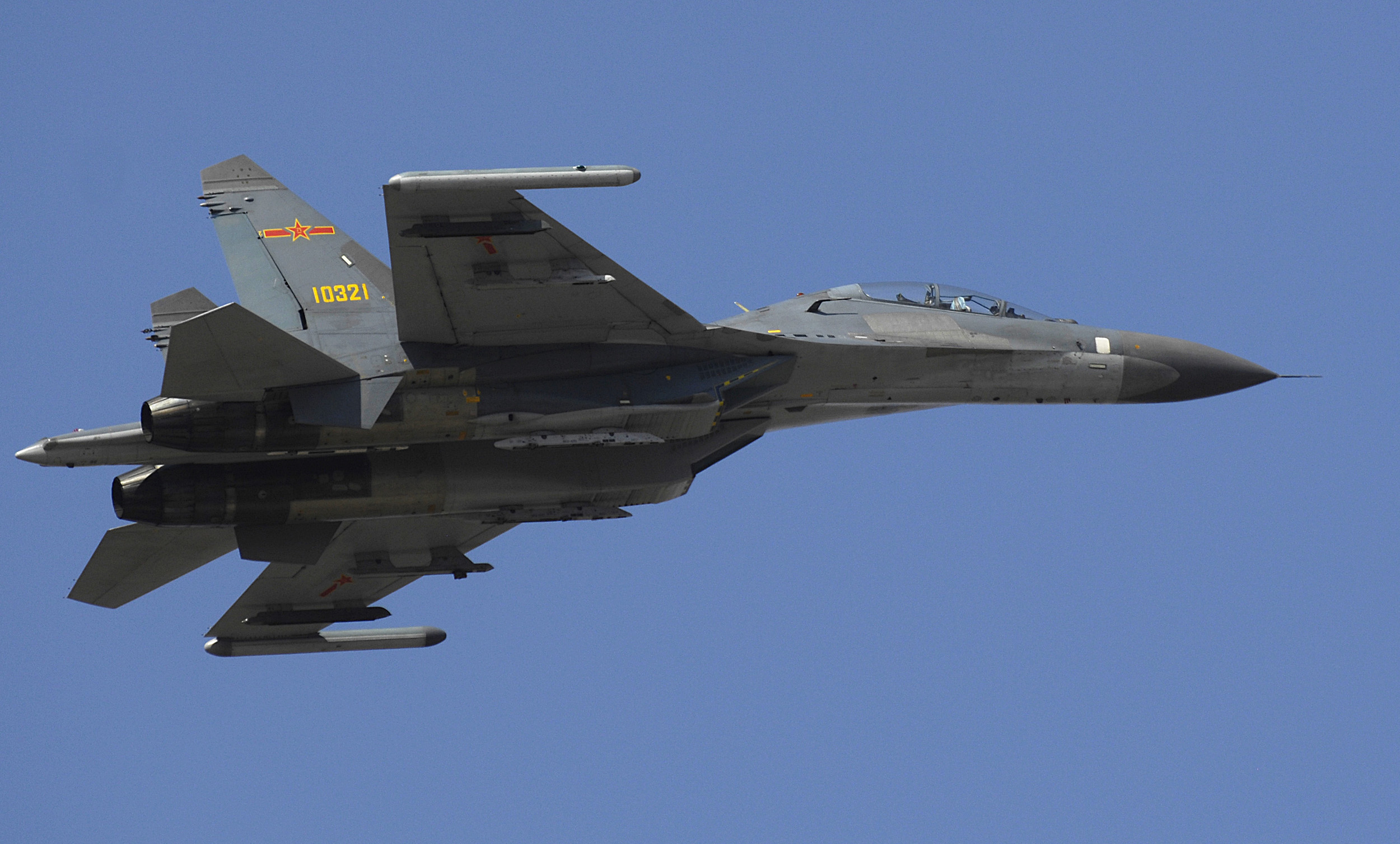
Shenyang J-11

Shenyang J-11  (JianJi-11; 歼-11; Flanker B+) este un avion de luptă multirol proiectat de Shenyang Aircraft Corporation (SAC) în Republica Populară Chineză pentru Forțele Aeriene ale Armatei de Eliberare Populară (PLAAF). Este o copie a modelului rusesc Suhoi Su-27.